# Barauli
Barauli is een notified area in het district Gopalganj van de Indiase staat Bihar. 

## Demografie
Volgens de Indiase volkstelling van 2001 wonen er 34.643 mensen in Barauli, waarvan 49% mannelijk en 51% vrouwelijk is. De plaats heeft een alfabetiseringsgraad van 41%. 